# Максимов Ілля Михайлович
Максімов Ілля Михайлович (нар. 9 лютого 1970, Кронштадт, РРФСР, СРСР) — російський мультиплікатор та режисер анімаційних фільмів.

## Життєпис
У 1993-му році закінчив Санкт-Петербурзький державний архітектурно-будівельний університет по спеціальності архітектор. У тому ж році поступив на курси художників-аніматорів на студію «Animation Magic» (Capitol Multimedia, Us.), де вчився у режисерів анімаційного кіно Олександра Макарова і Ріната Газізова. Працював там же на посаді головного аніматора до 1995-го року.
У 1995 році отримав запрошення на анімаційну студію Ріната Газізова, де взяв участь як аніматор і разкадрувальник в створенні багатьох анімаційних рекламних роликів, а також анімаційних музичних кліпів для таких зірок російської естради, як Ф. Кіркоров, Н. Корольова, А. Варум, М . Шуфутинський, Професор Лебединський та інших.
У 1997 році був запрошений на студію анімаційного кіно «Мельница», де дебютував як режисер мультсеріалу «Пригоди в Смарагдовому місті» . В цей же час як режисер і разкадрувальник працював над анімаційним серіалом «Technology» для «Poseidon Film Distributors LTD» (Велика Британія).
Режисерський дебют в повнометражному анімаційному кіно відбувся у 2001-2003 році над проєктом «Карлик Ніс». Фільм взяв участь більш ніж в 30 фестивалях і був відзначений багатьма призами і нагородами. Права на прокат фільму в Німеччині були придбані німецькою філією компанії «Warner Brothers».

## Фільмографія

### Анімаційні фільми
| Рік       | Назва                           | Виступав у ролі: | Виступав у ролі: | Виступав у ролі: | Виступав у ролі:     | Тип         | Примітки                                                                                    |
| Рік       | Назва                           | Режисера         | Розкадр.         | Сценариста       | Художника персонажів | Тип         | Примітки                                                                                    |
| --------- | ------------------------------- | ---------------- | ---------------- | ---------------- | -------------------- | ----------- | ------------------------------------------------------------------------------------------- |
| 1997      | Технолоджі                      | Так              |                  |                  |                      | Мультсеріал |                                                                                             |
| 1999      | Пригоди у Смарагдовому місті    | Так              |                  |                  |                      | Мультсеріал |                                                                                             |
| 2003      | Карлик Ніс                      | Так              | Так              |                  |                      | Мультфільм  |                                                                                             |
| 2003—2009 | Смішарики                       | Так              |                  |                  |                      | Мультсеріал | серії «Принц для Нюші», «Плюс сніг, мінус ялинка», «Вір у мене, Їжачок!», «Реаліст» та інші |
| 2004      | Олешко Попович і Тугарин Змій   |                  | Так              | Так              | Так                  | Мультфільм  |                                                                                             |
| 2006      | Добриня Микитич та Змій Горинич | Так              | Так              | Так              | Так                  | Мультфільм  |                                                                                             |
| 2021      | Гуллівер повертається           | Так              |                  |                  |                      | Мультфільм  |                                                                                             |

### Анімаційні кліпи
- «Зайка моя» (Філіп Кіркоров)
- «Маленькая страна» (Наташа Корольова)
- «Не сегодня» (Анжеліка Варум)
- «Пацаны» (Михайло Шуфутинський)
- «Малосольный огурец» (Професор Лебединський)